# تئاتر نوئل کاوارد
تئاتر نوئل کاوارد (انگلیسی: Noël Coward Theatre) یک سالن نمایش در لندن، انگلستان است.
این سالن تئاتر که در خیابان سنت مارتین لین قرار دارد در سال ۱۹۰۳ میلادی تأسیس شده و جزئی از تئاتر وست اند محسوب می‌شود. تئاتر نوئل کاوارد دارای ۸۷۲ نفر ظرفیت می‌باشد.